# خارسرتباران
خارسَرتباران (Acanthocephala) شاخه‌ای از کرم‌ها هستند که سرشان خاردار است و گاهی انگل روده مهره‌داران هستند. به آن‌ها خاربرسران هم گفته شده‌است.
خارسرتباران دارای ساختار خرطوم‌مانند در ناحیهٔ سر و فاقد آرواره و روده هستند که بالغ آنها در رودهٔ مهره‌داران زندگی می‌کند. در حدود ۱۱۵۰ گونه از خارسران تاکنون توصیف شده‌است.

## ویژگی‌ها
ویژگی خارسرتباران دارا بودن یک خرطومکproboscis وارون‌شونده و بازوهای خاردار است. این کرم‌ها دارای یک توده عصبی عقده ای جلویی-شکمی هستند که از ان اعصاب جلویی و عقبی منشأ می‌گیرد.
چرخه زیستی خارسرتباران پیچیده‌است و میزبان‌های آن‌ها شامل بی‌مهرگان، ماهی‌ها، دوزیستان، پرندگان و پستانداران می‌شود. این کرم‌ها در چرخه زندگی به دو میزبان نیازمندند (نابالغ، به سخت‌پوست کوچک، بالغ، به ماهی‌ها).
خارسرتباران ذرات غذایی را از طریق دیواره بدن می‌گیرند و برای این کار از بازوهای خاردار خود برای سُنبیدن دیوارهٔ اندام گوارشی میزبان خود استفاده می‌کنند.
نام نوزاد خارسرتباران در مرحلهٔ اول سیر تکاملی خارسرچه acanthor و نام کرم خارسر در مرحله‌ای از رشد خارسرک acanthella است.
ابتلا به کرم‌های شاخه خارسرتباران نیز خارسرزدگی acanthocephaliasis نام دارد.